# Iglesia de Santa Ana de Huancavelica
La Iglesia de Santa Ana es una iglesia en la ciudad de Huancavelica. Está bajo propiedad de la Iglesia católica. Fue la primera iglesia construida de la ciudad. Fue declarado Patrimonio Cultural de la Nación con R.S. Nº 2900 el 28 de diciembre de 1972.